# Ficedula hyperythra
A Ficedula hyperythra a madarak osztályának verébalakúak (Passeriformes) rendjéhez és a  légykapófélék (Muscicapidae) családjához tartozó faj.

## Rendszerezése
A fajt Edward Blyth angol zoológus írta le 1843-ban, a Muscicapa nembe Muscicapa hyperythra néven.

## Alfajai
- Ficedula hyperythra hyperythra (Blyth, 1843) - a Himalája középső részétől keletre Közép-Kínáig, Vietnám északi része, Thaiföld északi része és Mianmar északi része
- Ficedula hyperythra annamensis (Robinson & Kloss, 1919) - Közép-Vietnám déli része
- Ficedula hyperythra innexa (Swinhoe, 1866) - Tajvan
- Ficedula hyperythra sumatrana (Hachisuka, 1926) - a Maláj-félsziget, Szumátra és Borneó északi része
- Ficedula hyperythra mjobergi (Hartert, 1925) - Borneó északnyugati része
- Ficedula hyperythra vulcani (Robinson, 1918) - Jáva, Bali és a Kis-Szunda-szigetek nyugati szigetei
- Ficedula hyperythra clarae (Mayr, 1944) - Timor szigete (beleértve a független Kelet-Timort is)
- Ficedula hyperythra audacis (Hartert, 1906) - Babar sziget
- Ficedula hyperythra rara (Salomonsen, 1977) - Palawan
- Ficedula hyperythra calayensis (McGregor, 1921) - Calayan-szigetek
- Ficedula hyperythra luzoniensis (Ogilvie-Grant, 1894) - vagy Ficedula luzoniensis
- Ficedula hyperythra mindorensis (Hachisuka, 1935) - Mindoro
- Ficedula hyperythra nigrorum (J. Whitehead, 1897) - Negros
- Ficedula hyperythra montigena (Mearns, 1905) - Apo-hegy (Mindanao)
- Ficedula hyperythra matutumensis (Kennedy, 1987) - Busa és Matutum-hegy (Mindanao)
- Ficedula hyperythra daggayana (Meyer de Schauensee & duPont, 1962) - Kelet-Misamis tartomány (Mindanao)
- Ficedula hyperythra malindangensis (Rand & Rabor, 1957) -  Malindang-hegység (Mindanao)
- Ficedula hyperythra jugosae (Riley, 1921) - Celebesz középső, déli és délkeleti része
- Ficedula hyperythra annalisa (Stresemann, 1931) - Celebesz északi része
- Ficedula hyperythra negroides (Stresemann, 1914) - Seram
- Ficedula hyperythra alifura (Stresemann, 1912) - Buru
- Ficedula hyperythra pallidipectus (Hartert, 1903) - Batjan[2]

## Előfordulása
Dél- és Délkelet-Ázsiában, Banglades, Bhután, Kambodzsa, Kína, Kelet-Timor, India, Indonézia, Laosz, Malajzia, Mianmar, Nepál, Tajvan, Thaiföld és Vietnám területén honos. Természetes élőhelyei a szubtrópusi vagy trópusi síkvidéki és hegyi esőerdők, valamint füves puszták. Állandó, nem vonuló faj.

## Megjelenése
Testhossza 13 centiméter, a testtömege 6-10 gramm.
|  |

## Természetvédelmi helyzete
Az elterjedési területe rendkívül nagy, egyedszáma nagy és ugyan csökken, de még nem éri el a kritikus szintet. A Természetvédelmi Világszövetség Vörös listáján nem fenyegetett fajként szerepel.